# Доманик (река)
Доманик — река в России, протекает по Республике Коми. Впадает в реку Ухту в 21 км от её устья по правому берегу. Длина реки составляет 20 км.

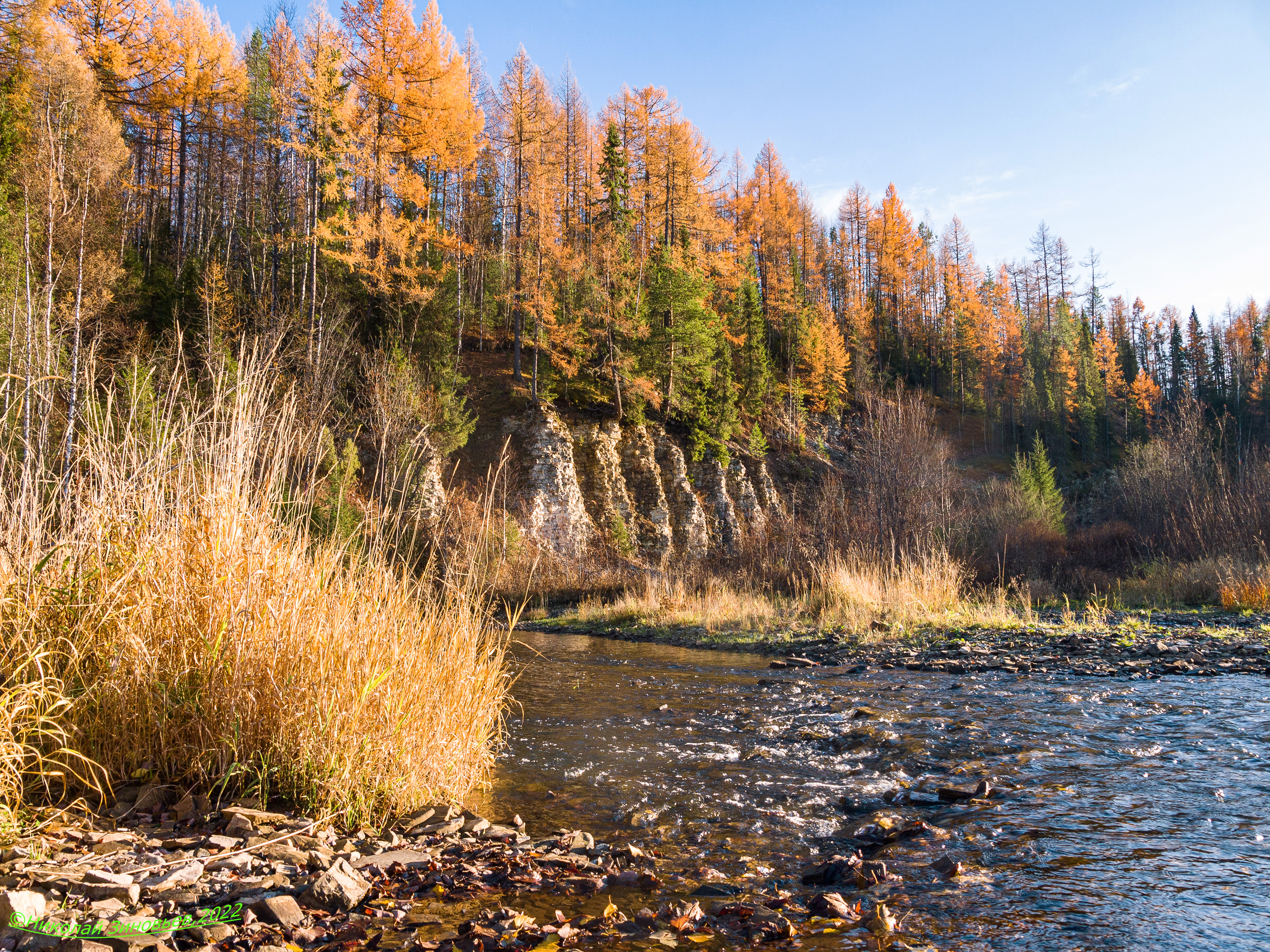

## Данные водного реестра
По данным государственного водного реестра России относится к Двинско-Печорскому бассейновому округу, водохозяйственный участок реки — Печора от впадения реки Уса до водомерного поста Усть-Цильма, речной подбассейн реки — бассейны притоков Печоры ниже впадения Усы. Речной бассейн реки — Печора.
Код объекта в государственном водном реестре — 03050300112103000076745.